# HMS Queen Elizabeth (R08)
O HMS Queen Elizabeth é um navio porta-aviões operado pela Marinha Real Britânica e a primeira embarcação da Classe Queen Elizabeth, sendo seguido pelo HMS Prince of Wales. Nomeado em homenagem à rainha Isabel I da Inglaterra, sua construção começou em julho de 2009, no Estaleiro de Rosyth, sendo lançado ar mar em julho de 2014 e comissionado na frota britânica como capitânia em dezembro de 2017.
O navio iniciou testes no mar em junho de 2017 e foi comissionado em 7 de dezembro do mesmo ano. Seu primeiro Comandante foi o Comodoro Jerry Kyd, que já havia comandado os navios HMS Ark Royal e HMS Illustrious.
O Queen Elizabeth não possui catapultas ou cabos de proteção e é projetado para operar aeronaves V/STOL. A ala aérea consiste tipicamente de caças multifunções F-35B Lightning II e helicópteros Merlin, para alerta antecipado aéreo e guerra anti-submarina. O projeto enfatiza a flexibilidade, com acomodação para 250 marinheiros e a capacidade de apoiá-los com helicópteros de ataque e grandes transportes de tropas, como os Chinook. Tem como base HMNB Portsmouth.

## Projeto e construção
Em 25 de julho de 2007, o então secretário da Defesa, Des Browne, anunciou a encomenda de dois novos porta-aviões. Pelo cronograma no momento da aprovação, a primeira unidade deveria entrar em serviço em julho de 2015, com um orçamento de 4,085 bilhões de libras esterlinas para ambos. A crise financeira levou a uma decisão política em dezembro de 2008, a fim de retardar a produção, atrasando o Queen Elizabeth até maio de 2016. Isso acrescentou £ 1,56 bilhões ao custo. Em março de 2010, o orçamento foi estimado em £ 5,9 bilhões  e em novembro de 2013, o contrato foi renegociado com um orçamento de £ 6,2 bilhões. A data da entrada em serviço foi ampliada para 2020.
A construção do Queen Elizabeth começou em 2009. A montagem aconteceu no Estuário do rio Forth, em Rosyth Dockyard, a partir de nove blocos construídos em seis estaleiros britânicos: BAE Systems Surface Ships em Glasgow, Babcock em Appledore, Babcock em Rosyth, A&P Tyne em Hebburn, BAE em Portsmouth e Cammell Laird em Birkenhead.
Dois dos blocos principais inferiores, juntos pesando mais de 6 000 toneladas e formando parte da base do navio, foram montados e unidos em uma peça, em 30 de junho de 2011.
Em 16 de agosto de 2011, o Bloco Inferior 03, de 8 000 toneladas deixou o estaleiro Govan, da BAE Systems Surface Ships, em Glasgow, em uma grande barcaça oceânica. Viajando 600 milhas (970 km) em torno da costa norte da Escócia, o bloco chegou a Rosyth na noite de 20 de agosto de 2011. Em 28 de outubro de 2012, uma seção de 11 000 toneladas da transportadora iniciou uma longa viagem ao redor da costa sul da Inglaterra, evitando o mau tempo do estaleiro naval de Govan até o estaleiro Rosyth, onde chegou em 21 de novembro.
A ilha avançada foi construída na BAE Portsmouth e anexada em 14 de março de 2013; a ilha de popa foi anexada em junho de 2013. A plataforma foi adicionada em novembro de 2013, restando apenas os elevadores e radar para ser instalado no lugar.
Em setembro de 2013, o navio estava 80% completo internamente.
Ele é três vezes o tamanho da classe Invincible e tem a capacidade de transportar aproximadamente três vezes mais aeronaves, apesar de ter um terço de tripulação. É também aproximadamente três vezes maior que o antigo HMS Ocean. O navio possui duas superestruturas, ou ilhas, uma para navegação e operações do navio e outra para controle de vôo e operações aéreas. As ilhas podem assumir a função umas das outras em uma emergência.

### Cerimônia de batismo

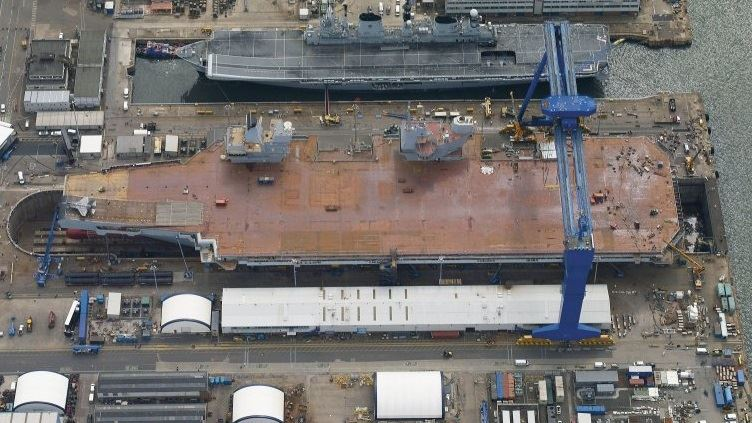
Queen Elizabeth ao lado de Ilustrious, no dia de sua cerimônia de nomeação

O Queen Elizabeth foi batizado em Rosyth, no dia 4 de julho de 2014, pela rainha Elizabeth II, que disse que o navio de guerra "marca uma nova fase em nossa história naval". Em vez de quebrar a tradicional garrafa de champanhe no casco, ela usou uma garrafa de uísque da destilaria Bowmore, de Islay.
A cerimônia contou com a presença do Duque de Edimburgo (Almirante), almirante George Zambellas (Primeiro Lorde do Mar), oficiais navais dos Estados Unidos e França, e de políticos como David Cameron e Gordon Brown (o primeiro-ministro e seus antecessor imediato) e Alex Salmond (o então primeiro ministro da Escócia). A peça oficial da da embarcação, HMS Queen Elizabeth March, composta pelo diretor de bandas da WO2, John Morrish, foi apresentada na cerimônia de batismo do HM Royal Marines Band, na Escócia. Esta música é uma marcha vencedora da competição, escolhida pelo Carrier Alliance Group, executada e gravada pela Royal Marines Massed Bands.
A cerimônia também contou com um show acrobático do Red Arrows e outro composto por helicópteros da Marinha Real, Força Aérea Real e do Exército Britânico. O HMS Ilunstrious estava atracado ao lado do Queen Elizabeth durante a cerimônia.
O navio foi retirado da doca seca na manhã de 17 de julho de 2014. A montagem foi concluída no final de 2015 e a tripulação se mudou a bordo em maio de 2016. Em 24 de maio de 2016, o comodoro Jeremy Kyd assumiu o comando do navio, das mãos  do capitão Simon Petitt, que era o oficial da Marinha desde outubro de 2012. Como Comandante do Queen Elizabeth, Kyd usava o posto de Capitão da Marinha Real, mantendo o posto substantivo de Comodoro.

### Testes no mar

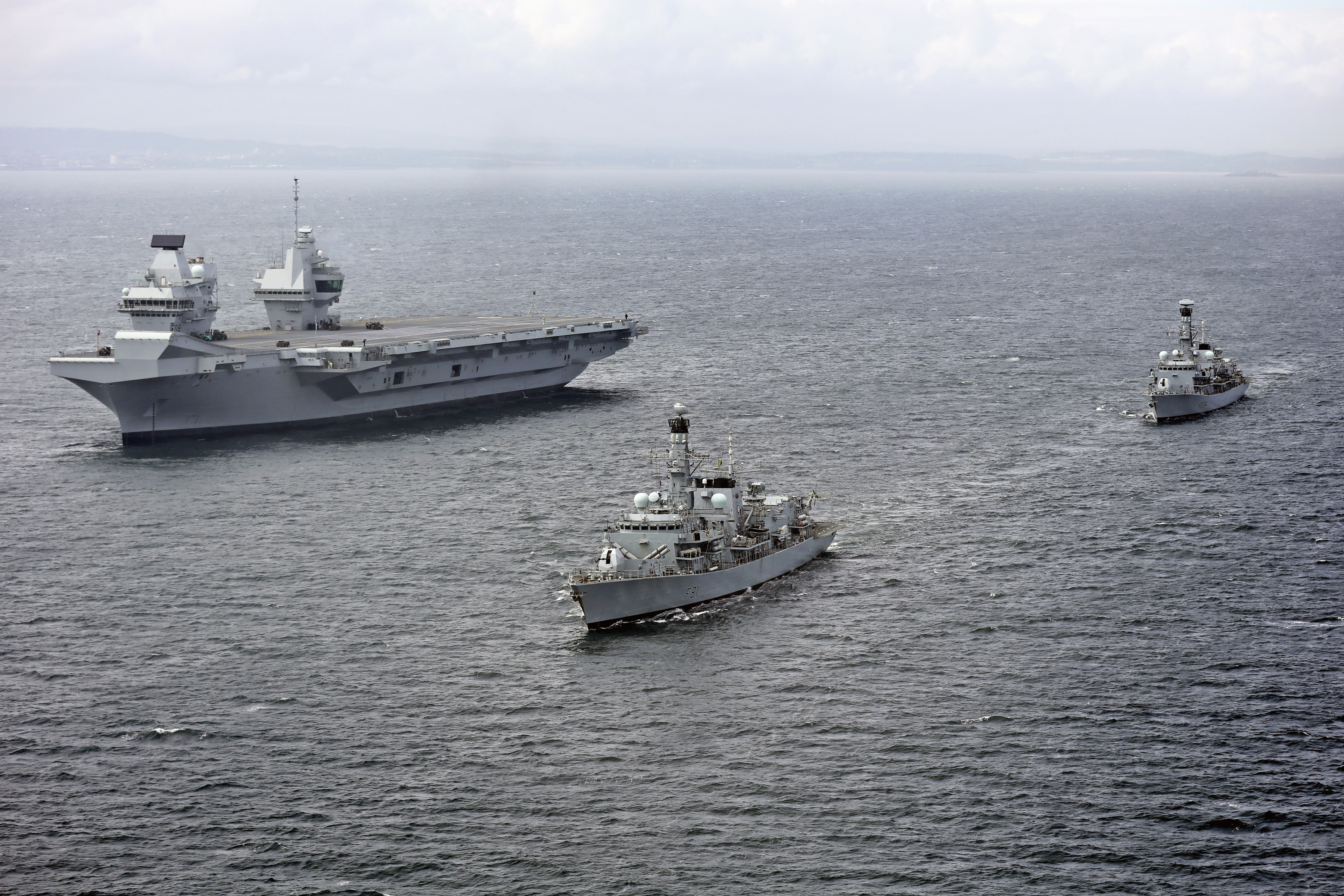
Queen Elizabeth no mar em 28 de junho, dois dias após sua partida de Rosyth, em companhia das fragatas Sutherland (primeiro plano) e Iron Duke (fundo)

Os testes no mar foram planejados a partir de março de 2017, com previsão de entrega para maio de 2017, mas atrasaram por questões técnicas. Antes de sua partida de Rosyth, uma extensa pesquisa foi realizada no Estuário do rio Forth, a fim de coletar informações sobre as marés, a profundidade do leito do rio e a altura das três travessias (Forth Bridge, Forth Road Bridge e Queensferry Crossing ). Isso foi necessário, pois os dados mais recentes disponíveis tinham 60 anos.
O Queen Elizabeth partiu em 26 de junho de 2017, para passar por testes no mar. A primeira etapa da operação foi transportar o navio de dentro da bacia, por um dos portões de acesso.

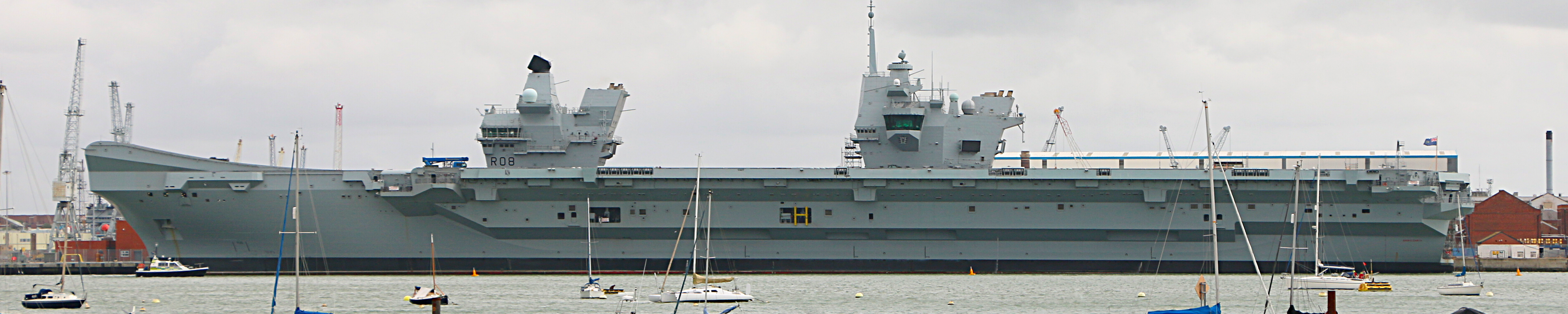
Queen Elizabeth ao lado de Portsmouth, em setembro de 2017

Depois disso, o navio partiu para o mar aberto na costa leste da Escócia para realizar o primeiro conjunto de testes, incluindo de manuseio e velocidade. Durante este período, o Queen Elizabeth foi acompanhado por um par de fragatas do Tipo 23, Shuterland e Iron Duke, atuando como escolta. A primeira aeronave a pousar no navio foi um helicóptero Merlin HM.2 do Esquadrão de Navegação 820, em 3 de julho. O Queen Elizabeth chegou a sua primeira escala em Invergordon, onde o navio foi abastecido e provisionado. Neste ponto, as inspeções do casco foram realizadas. Esta oportunidade permitiu a retificação de defeitos, antes que o navio retornasse ao mar. Durante a escala em Invergordon, o Queen Elizabeth encontrou o navio de cruzeiro com o mesmo nome, que estava em uma viagem pelas Ilhas Britânicas.
No dia 8 de agosto de 2017, o Queen Elizabeth desviou de seus testes no mar para se encontrar com os navios engajados no Exercício "Saxon Waeeior"; isso permitiu operação conjunta com o norte-americano USS Nimitz.

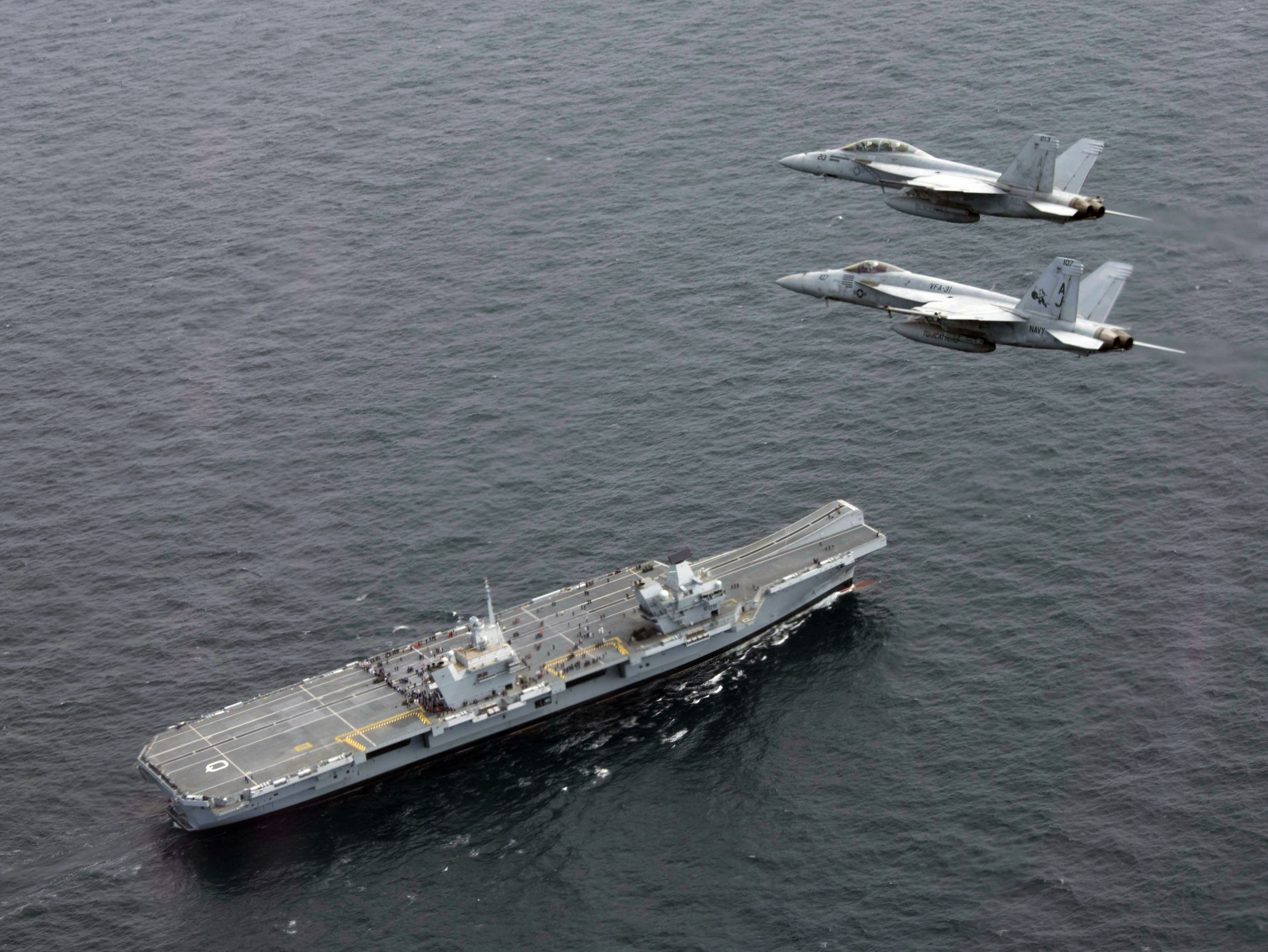
Um par de Super Hornets, do USS George HW Bush, sobrevoa o Queen Elizabeth durante o Exercício Saxon Warrior, em 2017

O Queen Elizabeth estava programado para retornar a Rosyth no final de julho, para o trabalho de retificação, com base nos resultados dos primeiros testes, antes de ir para o mar pela segunda vez e ser entregue à Marinha Real. Este plano foi abandonado e ela, em vez disso, dirigiu-se para o seu porto de origem, Portsmouth.
O QueenElizabeth chegou ao HMNB Portsmouth pela primeira vez em 16 de agosto de 2017, ancorou no recém-renomeado Princess Royal Jetty.
Em 30 de outubro de 2017, o navio partiu pela primeira vez de Portsmouth para a segunda fase de testes, em mares nas costas sul e oeste da Inglaterra. Durante parte deste segundo período, foi acompanhada pelo destróier do Tipo 45 . Retornou a Portsmouth em 21 de novembro de 2017, para preparar sua cerimônia de comissionamento oficial, realizada em 7 de dezembro. Após o comissionamento do navio, ela passou por um período de correção de defeitos em Portsmouth; Um exemplo foi um vazamento através de um selo em um dos eixos de hélice, que a Marinha Real afirmou não ser grave o suficiente para mantê-lo fora do cronograma.
Em 2 de fevereiro de 2018, o Queen Elizabeth partiu de Portsmouth pela segunda vez, para um desdobramento de seis semanas para as primeiras fases do treinamento operacional.
Depois foi levado ao Atlântico Norte para testes de tempo pesado e operações para iniciar a certificação de helicópteros, inclusive com os helicópteros Merlin Mk2 e Mk3 e Chinook . Durante este desdobramento, o navio fez sua primeira visita a um porto no exterior, passando por Gibraltar  de 9 a 12 de fevereiro. Durante este período, o navio também iniciou os primeiros testes de assalto anfíbio, com os fuzileiros navais da Royal Marines, embarcados para simular um cenário de assalto aéreo.
Retornou a Portsmouth em 27 de fevereiro de 2018, atracando no Princess Royal Jetty. Em 2 de março de 2018, em Portsmouth Harbour, o Queen Elizabeth testou com sucesso seu Marine Evacuation System (MES), uma série de rampas e jangadas infláveis de fuga, na cor laranja brilhante.
O Queen Elizabeth partiu do Portsmouth pela terceira vez em 10 de junho de 2018, indo para as costas da Cornualha para uma segunda fase de testes de voo de helicóptero. Depois de concluídos, o navio foi para casa e realizou sua primeira operação de reabastecimento no mar (RAS), com o Tidespring em 21 de junho de 2018 no Canal da Mancha, e retornou ao Portsmouth em 23 de junho de 2018. Ao retornar do trabalho inicial de OST e de certificação de helicópteros, foi realizado um trabalho adicional para preparar o navio para a operação de aeronaves de asa fixa, em conjunto com a manutenção e instalação regulares de seu ajuste final de armas. 

### Primeiras operações
Primeira implantação significativa do Queen Elizabeth ocorreu durante o outono de 2018, quando o navio foi colocado através do Atlântico para começar os testes de vôo com aeronaves de asa fixa.
Durante o trânsito ao norte, ela planejou realizar um exercício de assalto anfíbio ao largo da costa da Carolina do Sul, usando os helicópteros Merlin Mk4 embarcados e os fuzileiros navais da Royal Marines. No entanto, devido aos efeitos do furacão Florence, este exercício foi cancelado e o grupo navegou para o sul; Monmouth partiu para as águas das Bahamas, que agiam como um quebra-vento, enquanto o Queen Elizabeth contornava o sul da zona de furacões. O grupo finalmente chegou a Norfolk em 17 de setembro. Durante o período ao lado de Norfolk, embarcou mais 200 funcionários da Força de Teste Integrada F-35B, para realizar os testes e análises das duas aeronaves F-35B a serem usadas durante o conjunto inicial de testes de vôo.
Na terça-feira, 25 de setembro de 2018, dois aviões de teste F-35B, de propriedade norte-americana, com base no Naval Air Station Patuxent River, voaram para encontrar o Queen Elizabeth na costa de New Jersey. Após o reabastecimento, o Comandante Grey alcançou a primeira decolagem do F-35B da embarcação usando a rampa de salto. Durante os testes iniciais do F-35B, o Queen Elizabeth também iniciou os testes para a equipe do Carrier Group, do Reino Unido quando o navio, junto com Monmouth, formou um grupo de tarefa com o USS Lassen destroyer da Marinha americana. USS Lassen e USS Supply, um navio de apoio rápido de combate.
Durante o mês de outubro, os primeiro pousos ocorreram quando um helicóptero MH-53E Sea Dragon, da Marinha dos EUA, e MV-22B Osprey, do US Marine Corps, aterrissaram a bordo. O primeiro pouso vertical de rolamento (SRVL) por um F-35 foi realizado em 14 de outubro - esta também foi a primeira demonstração operacional da técnica em um navio no mar, e está planejado como o principal método de recuperação de aeronaves de asa fixa a bordo dos navios da classe.
Em 19 de outubro de 2018, o Queen Elizabeth chegou a Nova York para uma visita planejada de sete dias, durante a qual o comodoro Kyd entregou o comando do navio ao capitão Nick Cooke-Priest . Ele ancorou perto de Ellis e Liberty Islands, em Upper New York Bay. Durante a escala, o navio foi anfitrião de um fórum organizado por Gavin Williamson, o Secretário de Estado da Defesa, sobre o futuro da segurança cibernética, bem como um dia internacional de comércio apresentado por Liam Fox, Secretário de Estado para a segurança cibernética.
Em 19 de novembro de 2018, outro marco foi atingido com um piloto de testes F-35B pousando no navio de frente para a popa, em vez da proa.

### Capacidade operacional inicial
Após o retorno do navio do Westlant 18, o Queen Elizabeth iniciou um período de manutenção no início de 2019, que viu a instalação do restante do armamento de autodefesa do navio, com dois suportes Phalanx CIWS instalados. Isto foi seguido pelo retorno do navio a Rosyth, para permitir que ele fosse encaixado a seco para sua primeira inspeção de casco programada. O restante dos armamentos serão montados em 2020.
Outros testes de aeronaves de asa fixa estão programados para 2019, usando aviões britânicos F-35 sobre águas do Reino Unido, seguidos por testes operacionais. Espera-se que o porta-aviões atinja a capacidade operacional inicial até 2020. O secretário de Estado da Defesa, Gavin Williamson, anunciou que a primeira implantação do navio será no Mediterrâneo, no Oriente Médio e na região do Pacífico, o último a combater as reivindicações territoriais da China no Mar do Sul da China.
Em 10 de janeiro de 2019, Jane's Defense Weekly, informou que as aeronaves F-35 do Reino Unido se juntariam aos F-35Bs do Corpo de Fuzileiros Navais dos Estados Unidos, para embarcar no Queen Elizabeth e realizar o primeiro cruzeiro operacional do navio, em 2021.
Em maio de 2019, foi relatado que o Capitão Cooke-Priest havia sido removido do comando do Queen Elizabeth, por causa de uma infração relacionada ao uso do carro oficial do navio. Ele foi substituído pelo capitão Steve Moorhouse, que foi originalmente nomeado como o primeiro oficial comandante de mar do Price of Wales.

## Aeronaves
Espera-se que os dois navios da classe Queen Elizabeth sejam capazes de transportar quarenta aeronaves, um máximo de trinta e seis F-35 e quatro helicópteros.

## Barcos de transferência de passageiros
Os dois navios da classe Queen Elizabeth podem transportar até três barcos de transporte de passageiros (PTBs) feitos pela empresa Alnmaritec, com sede em Blyth. Cada PTB transporta 36 passageiros e dois tripulantes para operar o navio. Cada barco tem 13,1 metros de comprimento.
Para permitir que a embarcação se encaixe na área de acoplamento, os mastros de navegação e radar são equipados com atuadores Linak, que podem ser abaixados automaticamente a partir do console de comando. A cabine fechada é aquecida.
- O primeiro barco chamado é chamado Swordfish, homônimo do Fairey Swordfish, da Segunda Guerra Mundial.[71]
- Um segundo PTB é chamado Buccaneer, homônimo do Blackburn Buccaneer.[72]
- Um terceiro é chamado Sea Vixen, homônimo do De Havilland Sea Vixen.
- Um quarto PTB é chamado de Sea Harrier, homônimo do V/STOL British Sea Aerospace .

## Sistemas de armas
Armas defensivas incluem o Sistema de Armas de Falange Fechado para defesa antiaérea e antimíssil, armas e Miniguns automatizadas de 30mm para uso contra naves de ataque rápido .
Ele seria levado para áreas de alto risco pelo destróier Type 45, que foi feito especialmente para cumprir esse papel. Em situações de menor risco, fragatas ou até mesmo navios de patrulha podem ser usados em seu lugar. Levará 4 miniguns e 8 metralhadoras de uso geral.

### Sistema de Manuseio de Armas Altamente Mecanizado (HMWHS)
Incorporado nos dois primeiros blocos está um sofisticado sistema de manuseio e desdobramento de armas aéreas, com o objetivo de atingir uma taxa de geração de surtidas, que é cerca de seis vezes mais rápida do que qualquer porta-aviões anterior da Marinha Real Britânica. O sistema requer apenas 50 pessoas e pode ser operado com apenas 12 em uma emergência; Estima-se que 160 seriam necessários para produzir a mesma eficiência com equipamentos convencionais. O sistema movimenta munições em paletes por meio de veículos elétricos e elevadores remotamente controlados.

## Afiliações
- Cidade de Londres [74][75]
- Coração do Midlothian FC [76]